# Ptychosperma microcarpum
Ptychosperma microcarpum (лат.) — вид однодольных растений рода Птихосперма (Ptychosperma) семейства Пальмовые (Arecaceae). Под текущим таксономическим названием был описан немецким ботаником Карлом Эвальдом Бурретом в 1935 году.

## Распространение, описание
Эндемик Папуа — Новой Гвинеи, не встречающийся за пределами Центральной провинции. Произрастает в густых лесах по берегам водоёмов.
Фанерофит. Близок виду Ptychosperma macarthurii; отличается от последнего листочками перистой формы, сгруппированными вдоль черешка.

## Значение
Источник древесины.

## Замечания по охране
Численность экземпляров неизвестна, однако остаётся стабильной. По данным Международного союза охраны природы вид не имеет угроз к исчезновению (статус «LC»), но из-за ограниченного ареала и строительства шоссе, проходящего на участках произрастания растения, ситуация может поменяться в худшую сторону.

## Синонимы
Синонимичные названия:
- Actinophloeus macrospadix Burret
- Actinophloeus microcarpus Burretbasionym[6]
- Ptychosperma macrospadix (Burret) Burret